# Holhol
Holhol (arabisch حلحول, auch: Hol Hol, Holl-Holl) ist mit rund 5500 Einwohnern die zweitgrößte Stadt der Region Ali Sabieh in Dschibuti. Sie liegt an der Bahnstrecke von Addis Abeba nach Dschibuti.
Bei Holhol befand sich bis 2006 ein Flüchtlingslager, in dem vorwiegend Menschen aus Somalia lebten. Im Juni 2006 wurde das Lager geschlossen, und die rund 2500 verbleibenden Flüchtlinge wurden nach Ali Adde verlegt.